# Liste des chefs d'État de l'Inde
Cet article dresse une liste des chefs d'État de l'Inde, depuis l’indépendance de l'Inde en 1947 jusqu'à nos jours. Le chef de l'État indien actuel est Draupadi Murmu, élue lors de l’élection présidentielle de 2022 après avoir été nommée par le Bharatiya Janata Party (abrégé en BJP), parti dirigé par le Premier ministre Narendra Modi.
De 1947 à 1950, le chef de l’État en vertu de la loi sur l'indépendance indienne de 1947 est le roi de l’Inde, qui est également le monarque du Royaume-Uni et des autres dominions du Commonwealth. Le monarque est alors représenté en Inde par un gouverneur général. L'Inde est devenue une république en vertu de la Constitution de 1950 et le monarque et le gouverneur général ont été remplacés par un président de cérémonie.

## Monarchie (1947-1950)
| Portrait                    | Identité                                  | Période      | Période         | Durée                     | Fonction                     |
| Portrait                    | Identité                                  | Début        | Fin             | Durée                     | Fonction                     |
| --------------------------- | ----------------------------------------- | ------------ | --------------- | ------------------------- | ---------------------------- |
| George VI                   | George VI (1895 - 1952)                   | 15 août 1947 | 26 janvier 1950 | 2 ans, 5 mois et 11 jours | Roi de l'Inde                |
| Louis Mountbatten           | Louis Mountbatten (1900 - 1979)           | 15 août 1947 | 21 juin 1948    | 10 mois et 6 jours        | Gouverneur général des Indes |
| Chakravarti Râjagopâlâchâri | Chakravarti Râjagopâlâchâri (1878 - 1972) | 21 juin 1948 | 26 janvier 1950 | 1 an, 7 mois et 5 jours   | Gouverneur général des Indes |

## République (depuis 1950)
| Portrait                                                                 | Identité                                            | Période         | Période                                   | Durée                      | Étiquette               |
| Portrait                                                                 | Identité                                            | Début           | Fin                                       | Durée                      | Étiquette               |
| ------------------------------------------------------------------------ | --------------------------------------------------- | --------------- | ----------------------------------------- | -------------------------- | ----------------------- |
| Rajendra Prasad                                                          | Rajendra Prasad (1884 - 1963)                       | 26 janvier 1950 | 12 mai 1962                               | 12 ans, 3 mois et 16 jours | Congrès national indien |
| Sarvepalli Radhakrishnan                                                 | Sarvepalli Radhakrishnan (1888 - 1975)              | 13 mai 1962     | 13 mai 1967                               | 5 ans                      | indépendant             |
| Zakir Hussain                                                            | Zakir Hussain (1897 - 1969)                         | 13 mai 1967     | 3 mai 1969 (mort en cours de mandat)      | 1 an, 11 mois et 20 jours  | indépendant             |
| Varahagiri Venkata Giri                                                  | Par intérim : Varahagiri Venkata Giri (1894 - 1980) | 3 mai 1969      | 20 juillet 1969                           | 2 mois et 17 jours         | Congrès national indien |
| Mohammad Hidayatullah                                                    | Par intérim : Mohammad Hidayatullah (1905 - 1992)   | 20 juillet 1969 | 24 août 1969                              | 1 mois et 4 jours          | indépendant             |
| Varahagiri Venkata Giri                                                  | Varahagiri Venkata Giri (1894 - 1980)               | 24 août 1969    | 24 août 1974                              | 5 ans                      | Congrès national indien |
| Pas de portrait sous licence libre disponible pour Fakhruddin Ali Ahmed. | Fakhruddin Ali Ahmed (1905 - 1977)                  | 24 août 1974    | 11 février 1977 (mort en cours de mandat) | 2 ans, 5 mois et 18 jours  | Congrès national indien |
| Basappa Danappa Jatti                                                    | Par intérim : Basappa Danappa Jatti (1912 - 2002)   | 11 février 1977 | 25 juillet 1977                           | 5 mois et 14 jours         | Congrès national indien |
| Neelam Sanjiva Reddy                                                     | Neelam Sanjiva Reddy (1913 - 1996)                  | 25 juillet 1977 | 25 juillet 1982                           | 5 ans                      | Janata Party            |
| Giani Zail Singh                                                         | Giani Zail Singh (1916 - 1994)                      | 25 juillet 1982 | 25 juillet 1987                           | 5 ans                      | Congrès national indien |
| Ramaswamy Venkataraman                                                   | Ramaswamy Venkataraman (1910 - 2009)                | 25 juillet 1987 | 25 juillet 1992                           | 5 ans                      | Congrès national indien |
| Shankar Dayal Sharma                                                     | Shankar Dayal Sharma (1918 - 1999)                  | 25 juillet 1992 | 25 juillet 1997                           | 5 ans                      | Congrès national indien |
| Kocheril Raman Narayanan                                                 | Kocheril Raman Narayanan (1920 - 2005)              | 25 juillet 1997 | 25 juillet 2002                           | 5 ans                      | Congrès national indien |
| Avul Pakir Jainulabdeen Abdul Kalam                                      | Avul Pakir Jainulabdeen Abdul Kalam (1931 - 2015)   | 25 juillet 2002 | 25 juillet 2007                           | 5 ans                      | indépendant             |
| Pratibha Patil, 8 août 2007.                                             | Pratibha Patil (née en 1934)                        | 25 juillet 2007 | 25 juillet 2012                           | 5 ans                      | Congrès national indien |
| Pranab Mukherjee, 6 avril 2010.                                          | Pranab Mukherjee (1935 - 2020)                      | 25 juillet 2012 | 25 juillet 2017                           | 5 ans                      | Congrès national indien |
| Ram Nath Kovind, 14 octobre 2017.                                        | Ram Nath Kovind (né en 1945)                        | 25 juillet 2017 | 25 juillet 2022                           | 5 ans                      | indépendant             |
| Draupadi Murmu, 2022.                                                    | Draupadi Murmu (née en 1958)                        | 25 juillet 2022 | En cours                                  | 3 ans et 19 jours          | Bharatiya Janata Party  |